# Edzard Ernst
Edzard Ernst (født 30. januar 1948 i Wiesbaden, Tyskland) er en tysk-britisk læge og forsker i alternativ og komplementær behandling. Han er professor emeritus fra University of Exeter i Storbritannien, hvorfra han i 1993, som den første i verden, blev professor inden for alternativ behandling. Ernst begyndte sin karriere på et homøopatisk hospital i München og har senere arbejdet på Wien Universitet, inden han tog til Storbritannien i 1993. Siden 1999 har han været britisk statsborger. Han gik på pension i 2011 efter uoverensstemmelser med sin arbejdsgiver, hvilket ifølge ham selv skyldtes en kontrovers med prins Charles.
Ernst er grundlægger af to medicinske tidsskrifter: Focus on Alternative and Complementary Therapies (hvor han er den nuværende chefredaktør) og Perfusion. Ernst havde mellem 2004 og 2012 en fast klumme i avisen The Guardian, hvor han kommenterede nyheder om alternativ behandling ud fra den evidensbaserede lægevidenskabs synsvinkel. Siden han begyndte sin forskning i alternativ behandling, har han været anset som "alternativ behandlings plage", fordi han har udgivet kritisk forskning der afsløre metoder der mangler dokumentation for virkning. I 2015 blev han tildelt John Maddox-prisen, en pris i fællesskab uddelt af Sense About Science og Nature, for sit mod for at gå i brechen for videnskaben.

## Ungdom
Ernst blev født i Wiesbaden i den tyske delstat Hessen i 1948. Som barn var hans familielæge homøopat, og på det tidspunkt betragtede han homøopati som en legitim del af lægevidenskaben. Både hans far og farfar var læger, og hans mor var laborant. Ernst ville oprindeligt være musiker, men hans mor overbeviste ham om, at lægegerningen ville være god at kunne falde tilbage på.

## Uddannelse og tidlig karriere
Ernst blev færdiguddannet som læge i Tyskland i 1978, hvor han også tog sin doktorgrad. Han lærte om akupunktur, autogen træning, urtemedicin, massage og kiropraktik på et homøopatisk hospital i München i begyndelsen af sin karriere. I 1988 blev han professor i fysisk rehabilitering i Hannover (Medizinische Hochschule Hannover) og i 1990 leder af instituttet for samme fagområde ved Wien Universitet.

## Forskning inden for alternativ behandling
Ernst var den første professor i verden inden for alternativ behandling. Hans forskning havde fokus på effikacitet og sikkerhed, og den bestod i hovedsagen af systematiske litteraturgennemgange og metaanalyser af kliniske forsøg. Hans institut udførte i en årrække ikke egne kliniske forsøg på grund af et begrænset budget. Ernst har publiceret mere end 700 artikler i videnskabelige tidsskrifter. Han har udtalt, at omkring fem procent af alternative behandlinger er understøttet af evidens, mens resten enten er utilstrækkeligt undersøgt eller beviseligt ikke virker.
Ernst er blevet kaldt "den alternative behandlings svøbe" på grund af sin publicering af kritiske forskningsresultater. I 2008 oplistede han i British Journal of General Practice de alternative behandlinger, der påviseligt havde "flere gavnlige end dårlige sider". De var begrænset til akupunktur for kvalme og slidgigt, aromaterapi som en palliativ behandling for cancer, hypnose i forbindelse med veer; massage, musikterapi og afspænding for angst og søvnløshed, og endelig visse planteekstrakter såsom prikbladet perikon for depression, havtorn for hjerteinsufficiens, guargummi for diabetes.

## Kontroverser
I 2005 kritiserede Ernst en rapport om potentialet for alternativ behandling i det britiske sundhedsvæsen, National Health Service (NHS), få dage før dens offentliggørelse. Rapporten, udarbejdet på initiativ af prins Charles, kom til den konklusion, at man ved at erstatte flere konventionelle behandlinger med alternative behandlinger kunne spare mange penge i det offentlige sundhedsvæsen. Ernst havde læst en kladde til rapporten i forbindelse med at han var blevet rådført som ekspert på området, og kaldte den både "skandaløs" og "fuld af fejl". Prins Charles' kontor anklagede Ernst for at have brudt sin tavshedspligt, da han havde udtalt sig til en avis om rapporten. Dette afstedkom en 13 måneder lang undersøgelse fra Exeter Universitet, der dog kom til det resultat, at Ernst ikke havde foretaget sig noget galt. Ifølge Ernst stoppede universitetet dog finansieringen af instituttets forskning. Ernst erklærede sig parat til at gå på pension på betingelse af at instituttet fortsat blev finansieret.
Under en pressekonference i 2011 betegnede Ernst prins Charles og andre fortalere for alternativ behandling som svindlere ("snake-oil salesmen"), der promoverer produkter uden videnskabeligt belæg. Han sagde også at kontroversen med prins Charles havde kostet ham jobbet.